# Henri VI l'Aîné
Henry VI (IV) l'Aîné (polonais : Henryk VI Starszy) (né vers 1345 – 5 décembre 1393) fut duc de Żagań-Głogów à partir de 1369 conjointement avec ses frères et corégents jusqu'en 1378.

## Biographie
Comme son surnom l'indique Henri VI est l'aîné des fils du duc Henri V de Fer et de son épouse  Anne († 16 février 1363), fille du duc Wacław de Płock. Après la mort de leur père en 1369, il règne d'abord conjointement avec ses jeunes frères Henri VII Rumpold et Henri VIII le Moineau comme corégents.
À cette époque le duché de Żagań doit faire face à une situation financière catastrophique. Afin d'y faire face les fils d'Henri V réduisent au maximum leurs dépenses. Chacun d'eux reçoit seulement 150 fines en espèces comme rente du duché et ne peut guère posséder qu'une vingtaine de chevaux. La situation est aggravée par les continuelles interférence de l'empereur et roi de Bohême  Charles IV dans les affaires internes des duchés de Silésie. En 1375, conformément aux instructions impériales les cités de Góra, Głogów et Ścinawa sont partagées avec le royaume de Bohême.
Pendant la période 1376/1377 Henri VI entre dans une phase de conflit aigüe avec les monastères de Żagań, dont les riches biens sont une source de revenus importante pour le trésor du duché. En 1378, le duché est divisé en trois parts entre les frères. Henri VI, comme ainé obtient de choisir le premier et il reçoit la partie la plus septentrionale comprenant la capitale Żagań. Ses possessions comprennent également  Krosno Odrzańskie, Nowogród Bobrzański et Świebodzin dans ce contexte, Henri VI utilise le titre de « Seigneur de Żagań et Lubin ». En 1383, conjointement avec son frère Henri VII Rumpold, il tente de reprendre la cité de Wschowa, jadis perdue par leur père face au royaume de Pologne.
Après la division du duché et sa retraite à Krosno Odrzańskie, la participation de Henri VI à la vie politique de la Silésie se restreint fortement. Pendant son séjour à Krosno Odrzańskie, le duc Henri VI se confit en religion, contemplation et ascétisme. Il est le seul fils de Henri V qui se réconcilie avec les ordres monastiques de Żagań.
Henri VI meurt le 5 décembre 1393 à Włoszczowa, un village près de Lubin. Il est inhumé dans l'église des Augustiniens de Żagań. Sa veuve Hedwige conserve son douaire constitué de Żagań, Krosno Odrzańskie et Świebodzin jusqu'en 1403, lorsqu'elle laisse finalement ses domaines au jeune frère survivant d'Henri VI, Henri VIII le Moineau.

## Union et succession
Le 10 février 1372 Henri VI épouse Hedwige de Legnica (née vers 1351 - morte le 1 aout 1409), fille du duc Venceslas Ier de Legnica. Cette union ne fut pas heureuse et après la mort prématurée de leur seule fille à une date indéterminée entre 1372 et 1390 les époux se séparent: Hedwige demeure à Żagań et Henri VI réside  à  Krosno Odrzańskie. Néanmoins, dans son testament Henri VI laisse tous ses domaines à son épouse comme douaire ou  Oprawa wdowia.

## Sources
- (en) Cet article est partiellement ou en totalité issu de l’article de Wikipédia en anglais intitulé « Henry VI the Older » (voir la liste des auteurs).
- (en) & (de) Peter Truhart, Regents of Nations, K. G Saur Münich, 1984-1988 (ISBN 359810491X), Art. « Glogau (Poln Głogów) + Freystadt, Gross-Glogau, Steinau », p.  2.450.
- (de) Europäische Stammtafeln Vittorio Klostermann, Gmbh, Francfort-sur-le-Main, 2004  (ISBN 3465032926),  Die Herzoge von Glogau †1476, und Sagan †1504 des Stammes der Piasten  Volume III Tafel 13.
- (de) Historische Kommission für Schlesien (Hrsg.): Geschichte Schlesiens, Bd. 1, Sigmaringen 1988,  (ISBN 3-7995-6341-5), p. 175 et 183.
- (de) Hugo Weczerka: « Handbuch der historischen Stätten »: Schlesien. Stuttgart, 1977,  (ISBN 3-520-31601-3), p. 204 ainsi que le tableau généalogique p. 594/95.
- (cs) Rudolf Žáček: Dějiny Slezska v datech. Praha 2004,  (ISBN 80-7277-172-8), p. 418, 424 et 455.